# Perspectiva dimétrica

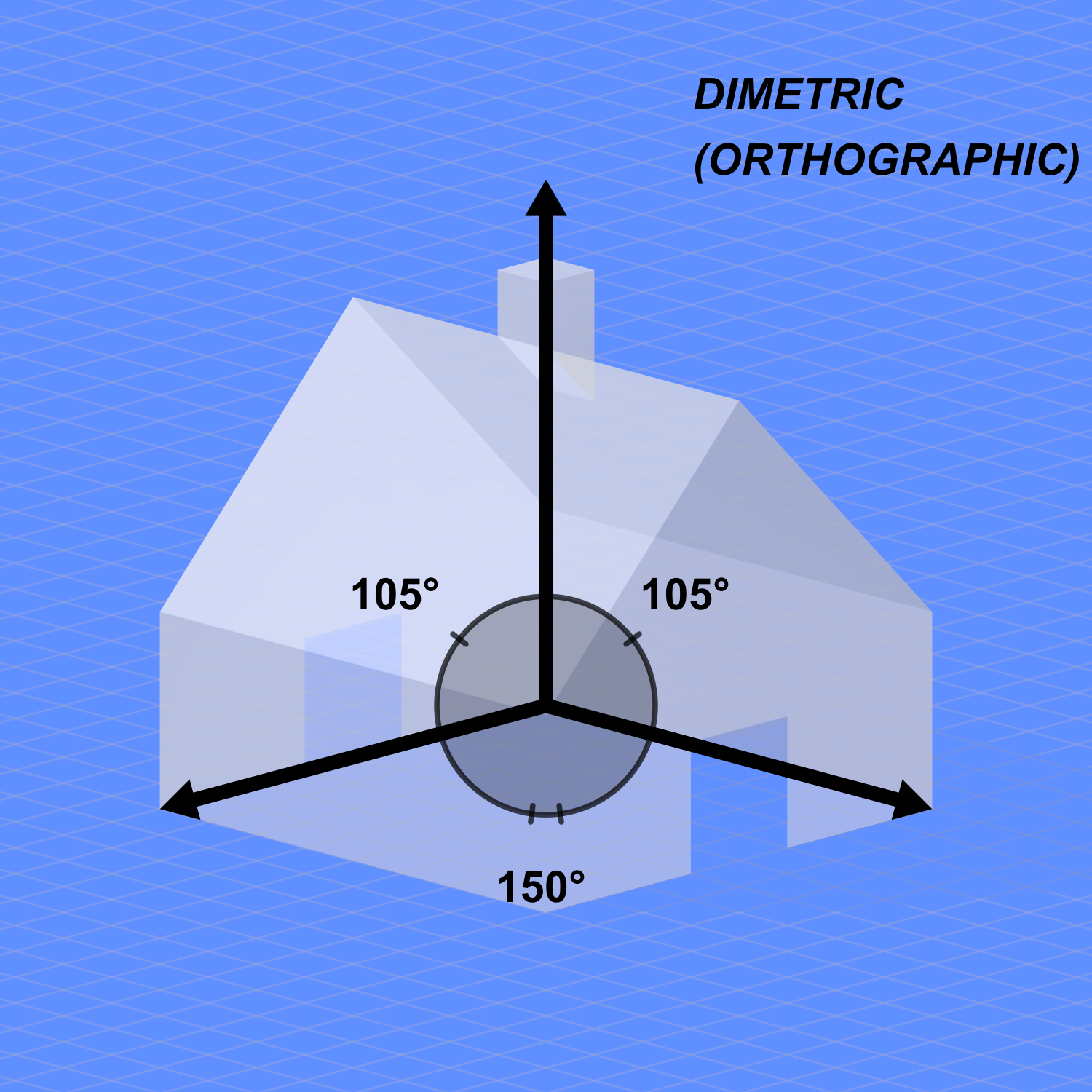
Los tres ejes ortogonales de la perspectiva dímétrica.

La perspectiva dimétrica es una herramienta del dibujo técnico, utilizada para representar volúmenes, que forma parte a su vez de la axonometría.
|  |

## Ejes del dibujo y escalas
Los tres ejes principales (ortogonales) que se utilizan para el trazado del dibujo poseen dos ángulos con la misma amplitud y el tercero de amplitud diferente. Los ángulos más usuales para esta perspectiva son 105° y 150°. 
La construcción de la escala gráfica es similar al de la proyección isométrica, pero que hay que trazar las escalas de los coeficientes de reducción de los dos ejes horizontales.
Esta perspectiva o proyección es usual para representar piezas más largas que anchas y altas.
|  |  |  |

## Perspectiva dimétrica
En la perspectiva dimétrica los ángulos formados entre dos ejes han de ser iguales y el otro diferente, los ángulos iguales pueden ser dos cualesquiera. Pero lo más usual es que el eje z se trace vertical y los ángulos iguales sean los formados entre el eje z y el x e y.
|  |  |  |

De modo que a medida que el ángulo formado entre los ejes x e y aumenta, la figura se gira progresivamente hacia arriba, conservando la simetría vertical. Si el ángulo entre x e y es de 120 grados, la perspectiva es la isométrica con los tres ángulos iguales.